# Not Brand Echh
Not Brand Echh è una serie a fumetti parodistica pubblicata negli Stati Uniti d'America da Marvel Comics. Composta da 14 numeri, pubblicati tra l'agosto 1967 e il maggio 1969, contiene storie che ironizzano sui supereroi Marvel e della concorrenza (tra cui Superman). In Italia le storie di Not Brand Echh sono pubblicate all'interno di Eureka.